# 1131
| 1131               |
| ------------------ |
| Dødsfald - Fødsler |
|                    |

| Gregoriansk kalender | 1131 MCXXXI             |
| Ab urbe condita      | 1884                    |
| Armensk kalender     | 580 ԹՎ ՇՁ               |
| Kinesiske kalender   | 3827 – 3828 庚戌 – 辛亥 |
| Etiopisk kalender    | 1123 – 1124             |
| Jødisk kalender      | 4891 – 4892             |
| Hindukalendere       |                         |
| - Vikram Samvat      | 1186 – 1187             |
| - Shaka Samvat       | 1053 – 1054             |
| - Kali Yuga          | 4232 – 4233             |
| Iransk kalender      | 509 – 510               |
| Islamisk kalender    | 525 – 526               |

Konge i Danmark: Niels 1104-1134
Se også 1131 (tal)

## Begivenheder
- 7. januar – Knud Lavard bliver, dræbt i Haraldsted Skov ved Ringsted, hvilket fører til en borgerkrig mellem Kong Niels og Erik Emune , der varer til 1134

## Født
- 14. januar – Kong Valdemar 1. den Store.

## Dødsfald
- 7. januar – Knud Lavard, søn af Erik Ejegod og Jarl af Sønderjylland fra 1115 til sin død (født ca. 1096).
- efter 7. januar - prinsesse Cæcilia af Danmark, datter af Knud den Hellige (født ca. 1087).